# Camera dei senatori
La Camera dei senatori (in spagnolo: Cámara de Senadores) è la camera alta dell'Assemblea generale dell'Uruguay. Proviene dalla Lex Magna del 1967, che ha conservato la struttura bicamerale istituita nel 1830.
La presidenza è esercitata da Beatriz Argimón (PNU), vicepresidente della Repubblica, dal 1º marzo 2020.

## Composizione
Il Senato è composto da 30 membri:
- 30 senatori eletti con voto diretto,
- il vicepresidente della Repubblica, che è presidente d'ufficio con diritto di voto.

## Sistema elettorale
Il rinnovo del Senato si svolge in collaborazione con tutte le istituzioni del paese.
Il Senato ha 30 seggi per la durata di cinque anni con sistema proporzionale in un'unica circoscrizione elettorale nazionale.
Dopo che il conteggio dei voti è stato completato, la distribuzione dei seggi è proporzionale sulla base del quoziente semplice e i seggi rimanenti secondo il metodo della media più alta. I candidati devono avere almeno 30 anni per essere eletti senatori. Il vice presidente della Repubblica diventa anche presidente del Senato. Il numero di seggi che lo compongono è pari, la voce del vicepresidente può essere decisiva per decidere i voti a maggioranza assoluta.
La votazione si svolge l'ultima domenica di ottobre.
Ammissibilità:
- avere almeno 30 anni;
- godere dei diritti di cittadino uruguaiano da almeno 7 anni.

Il mandato senatoriale è compatibile con la funzione di membro del governo.